# Ljudabsorption
Ljudabsorption är ett viktigt begrepp inom rumsakustiken. Då energin i en ljudvåg absorberas i ett material, på grund av värmeförluster så dämpas ljudet.
I inomhusmiljöer och på arbetsplatser där ett större antal personer vistas används ofta ljudabsorbenter i form av vita plattor av mineralull eller liknande i taket. Dessa ska fungera så att de absorberar ljudet och ska hindra det från att spridas i så stor utsträckning som möjligt. På så sätts minskas efterklangen i rummet, vilket kan bidra till en bättre arbetsmiljö. Ljudabsorbenterna kallas ibland även för akustikskivor och undertaksplattor. I ett mer vardagligt tal kallas ljudabsorbenterna för innertaksplattor.
Ljudabsorbenterna monteras i bärverk, som hängs upp med hålband eller pendlas upp från ovanliggande innertak, och hela systemet skapar tillsammans ett undertak. Ljudabsorbenternas ytskikt och kanter ger undertaket dess utseende. Ibland kan själva innertaket bekläs direkt med ljudabsorbenter. Dessa limmas eller skruvas direkt i det ovanliggande underlaget.
Ljudabsorbenter brukar indelas i tre olika typer beroende på hur de fungerar:
- Porös absorbent, som består av mineralull eller liknande fibermaterial och fungerar bra vid höga frekvenser; Det finns också tjockare porösa ljudabsorbenter vilka sätts i hörn och där fungerar väl även mot låga frekvenser.
- Resonans-absorbent (ibland Helmholtz-absorbenter), som är perforerade med hål eller slitsar där en resonans sker tillsammans med den bakomliggande luftvolymen (en Helmholtzresonator), fungerar bäst vid lägre frekvenser;
- Panel-absorbent eller membran-absorbent, där resonans sker med hjälp av en panel eller ett membran, fungerar bäst vid låga frekvenser.